# 南唐
南唐（937年－975年）是五代十國的十國之一，定都金陵府，建隆二年（961年）短暂迁都南昌府（号“南都”），歷時38年，有烈祖李昪、元宗李璟和後主李煜三位君主。
南唐开国皇帝李昪原名徐知诰，为杨吴权臣徐温养子。天祚三年（937年），徐知诰强迫吴睿帝杨溥禅位，夺得政权，改国号为“齐”，后为附会唐朝，徐知诰復姓为“李”，自称李昪，改国号为“唐”，史称南唐，立国后李昪推行“息兵安民”的政策，使南唐社会安宁，国力强盛。李昪死后其子李璟即位，李璟即位后，趁乱出兵攻灭闽国和马楚，此时，南唐疆域达到极盛，但很快因军事失误，新占据的领土大多丢失。且连年兵事致南唐国力开始衰败，公元955年，周世宗起兵攻打南唐，南唐兵败，割地称臣求和。李璟驾崩后由南唐后主李煜即位，北宋开宝七年（公元974年）九月，宋太祖赵匡胤诏令李煜入阙，李煜借病推托，宋太祖以李煜拒命为由，令大将曹彬率水陆军十万攻打南唐，宋军攻陷金陵，俘虏后主李煜，南唐自此灭亡。南唐享国三代，历时39年。

## 历史
南唐的成立可以追溯到吳天祐十五年（公元918年）。吴国重臣徐温的养子徐知诰自辅政以来，内谋其家，外谋其国，二十余年间打下了吴唐禅代的基础，为南唐政权的建立定下了牢固根基。
徐溫原本是吳國（杨吴）的開國功臣，後來他漸漸掌握了南吳的實權。徐温年老時，留朝辅政的长子徐知训图谋排挤大将朱瑾，被朱瑾酒局设计所杀，此时次子徐知询等年少能力不足，養子徐知誥代为辅政，累年以来，势力膨胀，伺机而动。徐溫去世後，继承政权的徐知诰设计控制了继承军权的徐知询，掌握了吴国的军政，后又镇压意图反抗的杨濛。937年，吴睿帝禅代于徐知诰，徐知诰称帝建國。根據《新五代史》《舊五代史》《南唐書》《十國春秋》等史籍記載，徐知誥篡奪政權所建國號为齊，都金陵，号江宁府（今江苏南京），史家稱之為徐齊。939年，徐知誥应群臣之请，回復本姓李姓，並改名李昪，以续李唐之社稷，尊李姓先皇，立宗庙祀唐代先祖，國號改為唐，以其位于南方，史称南唐。不過，《資治通鑑》卻記載937年徐知誥即帝位時，即以唐為國號，並不認為徐齊曾經存在過。后又称江南国。江淮地区的吴与后继的南唐国势强盛，他们采取联合北方契丹国制约中原的策略，屡次征讨周边国家壮大势力，成为中原王朝的一大威胁。
李昪称帝时期是南唐的盛世，經濟繁榮，文化昌盛。中主李璟時由於與周邊各國多次興兵，945年滅閩國、入侵楚國等使國力衰退，不但因此失去进取中原的良机，还因为策略不当等原因只占领了闽国的少部分地区，灭楚所得的土地更是都被武平军节度使刘言收复。
955年，周世宗發動后周攻南唐之战，南唐大敗。958年，被迫將長江以北十四州割讓給後周，並且稱臣，奉后周年号，去帝號改稱唐国主，其余仍用帝制（类似外王内帝），而周世宗称其为「江南國主」。宋朝建立后，南唐维持现状，用宋朝年号。961年，为应对宋朝巨大的军事压力，意图迁都南昌府，但未果。后主李煜继位后，仍都江宁。
971年，宋朝改唐国主为江南国主，李煜去除宫殿鸱吻、栏干，南唐诸王降封为公。974年，後主李煜为保政权拒絕入朝，被宋讨伐，于是弃用宋年号，改以干支纪年。公元976年1月1日，北宋灭南唐。李煜投降后命令各地守将投降，但昭武军节度留后卢绛退保宣州并杀死歙州刺史龚慎仪后据州继续抵抗，后被宋太祖劝降；江州刺史谢彦宾在投降前被指挥使胡则所杀，守军推胡则为刺史，也继续抵抗宋军直到四月城破。李璟與李煜兩父子在中國文學上是有名的詞人。
南唐极盛时统治地区包括今江苏、安徽两省淮河以南、苏北东部、福建、江西、湖南、湖北东部。郑方坤称：“十国文物，首推南唐、西蜀。”马令《南唐书》卷十三《儒者传论》说：“五代之乱也，礼乐崩坏，文献俱亡，而儒衣书服，盛于南唐。岂斯文之未丧，而天将有所寓欤？不然，则圣王之大典，扫地尽矣。南唐累世好儒，而儒者之盛，见于载籍，灿然可观。如韩熙载之不羁，江文蔚之高才，徐锴之典赡，高越之华藻，潘佑之清逸，皆能擅价于一时，而徐铉、汤悦、張洎之徒，又足以争名于天下。其馀落落，不可胜数。故曰江左三十年间，文物有元和之风，岂虚言乎？”

## 经济

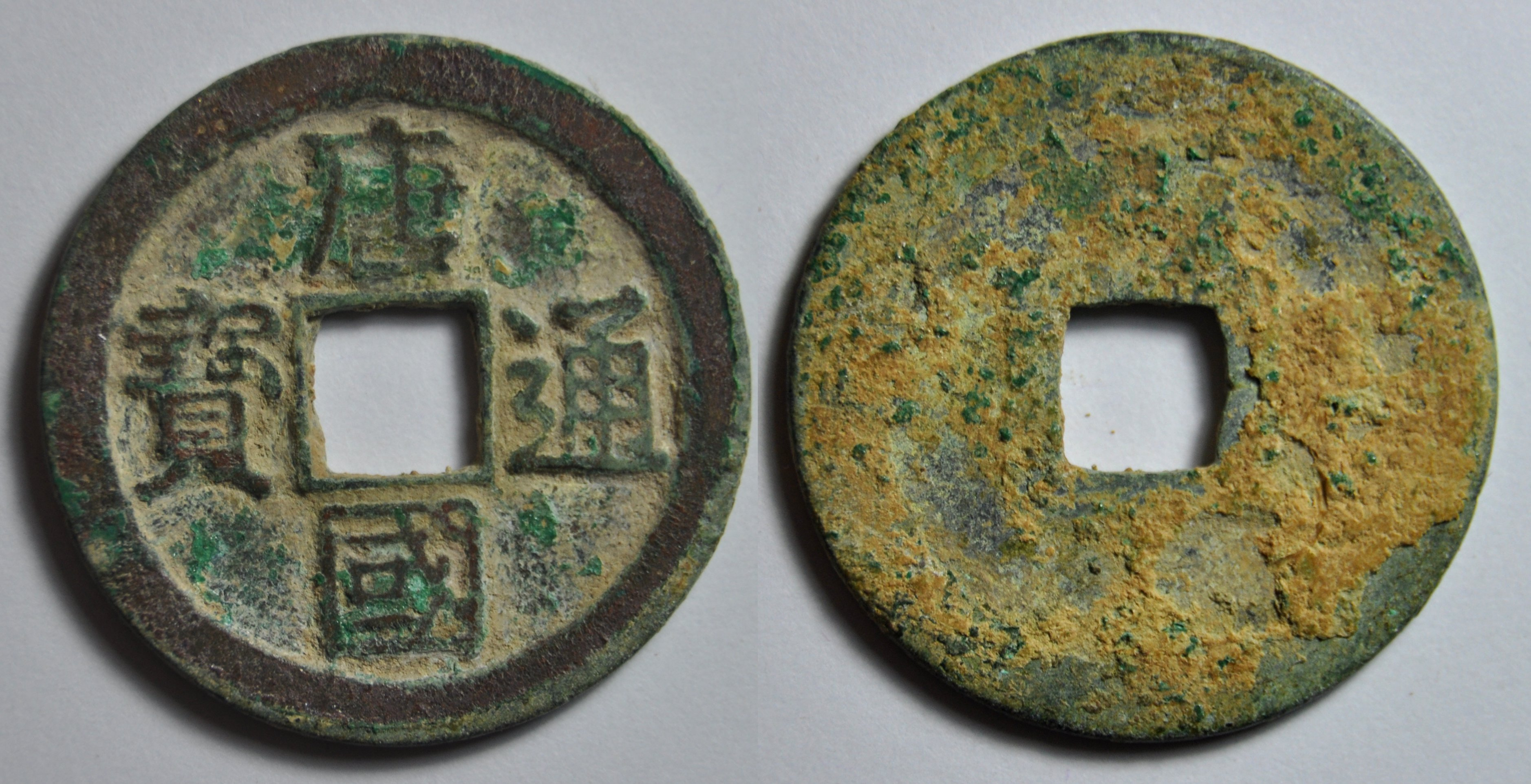
唐国通宝

唐末以来的战乱，导致淮河一南部带经济和社会都遭受严重的破坏，杨吴和南唐政权的建立让淮南地区保持了局部的稳定，淮南地区的社会，经济及生产秩序得以恢复，南唐在政策上鼓励和保障农业生产，兴修水利，让江苏一带的农业经济繁荣发展，稻，麦，桑，麻，茶等广泛种植，其中茶和桑是南唐重要的经济作物。南唐建国于江南地区，依靠江南密布的水网漕运交通，南唐造船业发动，贸易繁盛，甚至能与北方的契丹国等进行贸易。淮南一带是中国古代盐的主要产地，加上漕运便利，南唐的盐业的十分兴盛。因贸易繁荣，南唐的主要城市金陵，扬州等城内的商品经济亦十分活跃，

## 文化

### 诗歌
《全唐诗》四万八千九百余首中，录有南唐诗歌百余首。
冯延巳留词100多首，为五代词人中存词最多者。冯延巳继承温庭筠花间派的婉约词风，对北宋词人晏殊、欧阳修、周邦彦
等人的词风有很大影响。
南唐中宗李璟遗词四首。李煜为南唐后主，初期诗词多取材自宫廷生活，降宋后词风一变，改为抒发缠绵的亡国之恨，如《虞美人·春花秋月何时了》、《浪淘沙·帘外雨潺潺》，将家国情怀融入词的创作，拓展词的题材，对宋代及后世词的发展产生重要影响。
学者王国维在《人间词话》对李璟李煜父子诗词有如下评价
“南唐中主词：‘菡萏香销翠叶残，西风愁起绿波间’，大有众芳芜秽，美人迟暮之感。乃古今独赏其‘细雨梦回鸡塞远，小楼吹彻玉笙寒’，故知解人正不易得。
“温飞卿之词，句秀也；韦端己之词，骨秀也；李重光之词，神秀也。词至李后主而眼界始大，感慨遂深，遂变伶工之词而为士大夫之词。词人者，不失其赤子之心者也。故生于深宫之中，长于妇人之手，是后主为人君所短处，亦即为词人所长处。主观之诗人，不必多阅世，阅世愈浅，则性情愈真，李后主是也。尼采谓一切文字，余爱以血书者，后主之词，真所谓以血书者也。”

### 绘画
- 《韩熙载夜宴图》
- 《文苑图》
- 《重屏会棋图》
- 《江行初雪图》
- 《勘书图卷》

〈江行初雪圖〉絹本，縱：25.9公分、橫：376.5公分。是五代南唐畫家趙幹唯一傳世的作品，卷首有南唐李後主以金錯刀 書：「江行初雪畫院學生趙幹狀」，本幅描繪初冬江南水景，旅人策蹇，漁夫打漁謀生的生活細節，具有鮮明的江南區域畫風，在性質上則屬於風俗畫。這一件重要的南唐遺珍，在北宋初屬私人收藏，後入內府，為《宣和畫譜》著錄。後收入元朝內府及清朝內府，是件流傳有緒的精品，目前收藏於國立故宮博物院。
《荷亭奕釣仕女圖》，藏於國立故宮博物院
- 文苑图，现藏于北京故宫博物院，上有宋徽宗题“韩滉文苑图”字樣，徐邦达以題字為真[5]，但按故宫博物院的説法題字為偽款[6]。
- 重屏会棋图，[7]现藏于北京故宫博物院
- 宫中图（局部）

## 君主世系
君主列表
| 肖像                                   | 庙号                      | 谥号                                | 名讳                                           | 在世时间     | 在位时间                  | 年号及使用时间                | 年号及使用时间 | 陵寝 |
| 齐                                     | 齐                        | 齐                                  | 齐                                             | 齐           | 齐                        | 齐                            | 齐             | 齐   |
| -------------------------------------- | ------------------------- | ----------------------------------- | ---------------------------------------------- | ------------ | ------------------------- | ----------------------------- | -------------- | ---- |
| －                                     | －                        | 齐忠武王 （吴睿帝杨溥谥）           | 徐溫                                           | 862年－927年 | －                        | －                            | －             | 定陵 |
| －                                     | 太祖 （烈祖李昪追尊）     | 武皇帝 （烈祖李昪追谥）             | 徐溫                                           | 862年－927年 | －                        | －                            | －             | 定陵 |
| －                                     | －                        | －                                  | 徐知诰 （后改名李昪）                          | 889年－943年 | 937年－939年              | 昇元                          | 937年－943年   | －   |
| 唐                                     |                           |                                     |                                                |              |                           |                               |                |      |
| －                                     | 定宗 （烈祖李昪追尊）     | 孝静皇帝 （烈祖李昪追谥）           | 李恪                                           | 805年－821年 | －                        | －                            | －             | －   |
| －                                     | 成宗 （烈祖李昪追尊）     | 孝平皇帝 （烈祖李昪追谥）           | 李超                                           | ？           | －                        | －                            | －             | －   |
| －                                     | 惠宗 （烈祖李昪追尊）     | 孝安皇帝 （烈祖李昪追谥）           | 李志                                           | ？           | －                        | －                            | －             | －   |
| －                                     | 庆宗 （烈祖李昪追尊）     | 孝德皇帝 （烈祖李昪追谥）           | 李荣                                           | ？           | －                        | －                            | －             | －   |
| －                                     | 义祖 （烈祖李昪追改庙号） | 武皇帝 （烈祖李昪追谥）             | 徐溫                                           | 862年－927年 | －                        | －                            | －             | 定陵 |
| －                                     | 烈祖                      | 光文肃武孝高皇帝                    | 李昪 （原名徐知诰）                            | 889年－943年 | 939年－943年              | 昇元                          | 937年－943年   | 钦陵 |
|                                        | 元宗 （後主李煜追尊）     | 明道崇德文宣孝皇帝 （後主李煜追谥） | 李璟 （原名徐景通）                            | 916年－961年 | 943年－958年              | 保大                          | 943年－957年   | 顺陵 |
| 中兴                                   | 元宗 （後主李煜追尊）     | 明道崇德文宣孝皇帝 （後主李煜追谥） | 李璟 （原名徐景通）                            | 916年－961年 | 943年－958年              | 958年                         |                | 顺陵 |
| 交泰                                   | 元宗 （後主李煜追尊）     | 明道崇德文宣孝皇帝 （後主李煜追谥） | 李璟 （原名徐景通）                            | 916年－961年 | 943年－958年              | 958年                         |                | 顺陵 |
| 李璟称臣后周，去唐帝号，后李煜称臣北宋 |                           |                                     |                                                |              |                           |                               |                |      |
|                                        | 元宗 （後主李煜追尊）     | 明道崇德文宣孝皇帝 （後主李煜追谥） | 李璟 （原名徐景通）                            | 916年－961年 | 958年－961年 （称唐国主） | －                            | －             | 顺陵 |
|                                        | －                        | －                                  | 李煜 （原名从嘉） （北宋降封违命侯、陇西郡公） | 937年－978年 | 961年－971年 （称唐国主） | 974年弃用北宋年号改用干支纪年 | －             | －   |
| 971年－975年 （称江南国主）            | －                        | －                                  | 李煜 （原名从嘉） （北宋降封违命侯、陇西郡公） | 937年－978年 |                           | 974年弃用北宋年号改用干支纪年 | －             | －   |

## 延伸阅读
[在维基数据编辑]
 《新五代史·卷62》，出自歐陽修《新五代史》
 《宋史·卷478》，出自脱脱《宋史》